# Han Kitab
Han Kitab (chinesisch 漢克塔布 / 汉克塔布, Pinyin Hàn kètǎbù) sind eine Reihe von muslimischen Texten, die in chinesischer Sprache verfasst bzw. in diese übersetzt wurden und für die im Chinesischen ein Ausdruck verwendet wird, der sich aus den Wörtern „chinesisch“ (Han) und dem arabischen Wort für „Buch“ zusammensetzt.

## Einführung
Mit der Übersetzung und dem Verfassen von Werken und populären Büchern über islamische Philosophie, Lehre, Fiqh, Scharia usw. in chinesischer Sprache waren Vertreter der muslimischen Hui aus der „Hui-konfuzianischen Schule“ (Hui Rupai 回儒派), wie Wang Daiyu, Liu Zhi, Ma Zhu, Ma Dexin, Wang Jingzhai und andere berühmte Gelehrte des Islam, seit der Zeit der Ming- und Qing-Dynastie beschäftigt. Sie zielten darauf ab, die Kenntnisse über den Islam an muslimische Intellektuelle zu verbreiten, Nichtmuslime in die  islamischen Kultur einzuführen, und die Beziehung zwischen der islamischen Kultur und der traditionellen chinesischen Kultur zu erkunden. In China wurden sie in der hui-chinesischen islamischen Xidaotang und der modernen verbesserten Bücherhallen-Erziehung (Jingtang Jiaoyu) meist für Grundmaterialien oder ergänzende Lektüre verwendet. Unter den Muslimen Chinas sind sie allgemein verbreitet.
Der Religionswissenschaftler Kristian Petersen weist darauf hin, dass die Han-Kitab-Autoren im Dialog mit den literarischen Traditionen sowohl des Islam als auch Chinas standen und sie alle der Gedimu-Schule angehörten.